# みさくらなんこつ
みさくら なんこつ（1977年3月2日 - ）は、主に漫画・イラスト・ゲーム業界などで活動している漫画家・イラストレーター・原画家である。性別は非公開。代表作にPCゲーム『まじれす!!〜おまたせ♪Little-Wing〜』、挿絵を担当した『もえるるぶ東京案内』などがある。ゲーム制作やイラストレーターのプロデュースを行っている株式会社煉瓦社に所属 していたが、2018年6月20日に退社し、フリーとなった。

## 経歴
生い立ち
神奈川県出身で1977年生まれ、 性別は不詳。自宅は秋葉原にある(自称)
一方、幼少期には人物の絵を描いたことが無かったが、高校卒業後、家事手伝い時代にアニメ版『魔法騎士レイアース』に触発されて絵を描くようになり、ある程度上達してから雑誌でメンバー募集をしていた同人サークルに参加。たまたま、そのサークルがふたなりを扱った18禁同人誌をメインで作っていたため、同人業界の事を何も知らずこの世界に飛び込んだみさくらは「同人活動＝エッチなふたなり漫画を描くこと」と勝手に思い込み、両性具有（ふたなり）を扱った創作活動に没頭する。
プロデビュー
2001年、『五体ちょお満足』（桜桃書房）で商業誌デビュー。成年漫画の世界で頭角を現していく。成年誌の漫画、イラストだけでなく、一般誌での活動も多く、特に萌え系のイラストを得意とする。商業作品を担当する一方で、同人サークル「ハースニール」（英: HarthNir）を主宰し、同人誌や同人ゲームを発表している。同人活動においてはふたなりを扱ったものが多く、登場キャラクターのろれつの回っていない台詞が登場する点や多量の精液が描かれる点で知られている。
また、 本業はイラストレーターだが、シナリオライティング、プログラム、ゲームディレクション、デザインも行う。過去に自身が製作したダイエットゲームアプリを「かきソフト」として公開した経験もある。
『ルーンプリンセス』・『E★2いちばんのバカ姉妹』などの誌上読者参加イラストストーリーを行いつつ、2005年『電車男』ブームから始まったいわゆる「萌えブーム」の際には、JTBとのコラボレーション『もえるるぶ東京案内』をはじめ、『萌えるダイエット』などに関わった。2005年7/21〜7/25にかけて「アールジュネス日本橋」にて個展を開催し、華道家とのコラボとして横浜三渓園・旧燈明寺本堂にて華展 「Re:shadow」 を開催。その後CD、書籍のジャケット、挿絵などを手がけつつ、2009年にはハーレム居酒屋「こくまろみるく」の衣装デザインを行った。2018年6月20日をもって所属事務所「煉瓦社」を退社。その後フリーランスとして活動。
余談
- 『ファントム』（二見書房）誌では、架空のキャラクター「みさくらぽんこつ」として、本田透との対談を行うという、今までにない形式をとっていた。
- 2019年以降sns等の更新がないためファンたちから心配の声が挙がっている。

## 代表作
- 漫画単行本『五体ちょお満足』（2001年、桜桃書房）
- PCゲームソフト『未来にキスを』（2001年、otherwise）
- 漫画単行本『ヒキコモリ健康法』（2003年、コアマガジン）
- PCゲームソフト『まじれす！！』（2004年、すたじおみりす）
- ゲームソフト（PS2)『ルーンプリンセス』（2005年、プリンセスソフト）
- PCゲームソフト『部活規格』（2005年、F&C）
- 書籍『萌えるるぶ東京案内』（2006年、JTB)
- 書籍『萌えるダイエット』（2006年、コアマガジン）
- 『ファミ通PS2』扉絵連載（2004～2009年、エンターブレイン）
- 画集『少女プラネタリウム』（2009年、エンターブレイン）
- 画集『LAST RESORT』（2009年、コアマガジン）
- ゲームソフト（PS3)『SIMPLE 500 シリーズ Vol.1 THE 麻雀』（2009年、D3パブリッシャー）
- イラスト単行本『アキバいちばんのバカ姉妹』（2010年、メディエイション）

（煉瓦社による出典）

## 参加作品

### アダルトゲーム
- 発情カルテ 〜緋色の陵辱肉玩具〜（2000年、13cm） - 御桜軟骨名義。
- 未来にキスを-Kiss the Future-（2001年、otherwise）
- まじれす！！〜おまたせ♪Little-Wing〜（2004年、すたじおみりす）
- 部活規格（2005年、F&C）
- コスプレ露出研究会（2006年、ピンポイント）
- ドスケベビッチな援交○学生(高学年)のセックス三昧夏休み 〜あかり＆雪乃〜（2011年、ピンポイント）
- スケベビッチな○学生のセックス三昧七日間戦争 〜ホームレスからひみつ基地をとり戻せ！〜（2013年、ピンポイント）

個人サークルによる同人作品
原画・シナリオ・彩色・ゲームシステム作成・ディレクション・ボイスディレクション・演出・一部のボイス全てをみさくらが担当。
- 朝からずっしり♥ミルクポット（2007年）
- 朝からずっしり♥ミルクポット1.5㍑（2010年）
- 信じて送り出したフタナリ彼女が農家の叔父さんの変態調教にドハマリしてアヘ顔ピースビデオレターを送ってくるなんて…（2010年）
- 朝からずっしり♥ミルクポット2㍑（2011年）
- 朝からずっしり♥ミルクポットSPECIAL 〜街中で隠れセンズリに夢中になっちゃうふたなりっ娘スニーキングアクションゲーム〜（2013年）
- ふたなり♥アイドルでかたま系～私たちのえっちな「フルーツ」いっぱい撮ってね♥～（2013年）
- 新生 ふたなりアイドル♥でかたま系～追加イベントてんこ盛り!射精の宴スペシャル～（2014年）

### 一般ゲーム
- ルーンプリンセス（プリンセスソフト）
- 楽園の令嬢（アリス）たち - みさくら個人制作の恋愛アドベンチャーゲーム。
- SIMPLE 500 シリーズ Vol.1 THE 麻雀（D3パブリッシャー）
- LORD_of_VERMILION_III（スクウェア・エニックス）
- 限界凸騎モンスターモンピース（コンパイルハート）
- チュウニズム(セガ)

### 漫画
- 五体ちょお満足（2001年、桜桃書房）
- ヒキコモリ健康法（2003年、コアマガジン）

### 画集
- 少女プラネタリウム（2009年、エンターブレイン）
- LAST RESORT（2009年、コアマガジン）

### 小説挿絵
- ルーンウルフは逃がさない!（著：新井輝、ファミ通文庫）
- ルーンプリンセス 〜助けて勇者様!〜（著：新井輝、マジキュー連載）
- 可憐 〜巫女に願いを（著：黄支亮、フランス書院）
- 銀河観光旅館 宙の湯へいらっしゃ〜い!（著：あらいりゅうじ、電撃文庫）
- 竹田くんの恋人 ワールズエンド・フェアリーテイル（著：桜庭一樹、角川書店）
- 悪魔な彼女、天使な妹（著：青橋由高、フランス書院）
- プリンセスは委員長!（著：みかづき紅月、フランス書院）
- ウチの妹がここまでMなわけがない（著：遠野渚、フランス書院）
- 同級生は、のーぱんちゅ（著：遠野渚、フランス書院）
- 黒猫荘のペットな妹（著：遠野渚、フランス書院）
- お姉ちゃんには逆らえない!（著：青橋由高、二次元ドリーム文庫）

### 連載作品・コーナー
- E☆2 - 恋詩綴
- コンプティーク（角川書店） - みさくらなんこつのカリスマ人生相談
- CONTINUE（太田出版） - みさくら的萌えゲー歴史絵巻
- ファミ通PS2 - 扉絵連載（2004～2009年、エンターブレイン）

### 書籍・その他
- もえるるぶ東京案内（2005年、JTBパブリッシング、ISBN 4-533-05865-5）
- もえるるぶ東京案内 2006年版（2006年、JTBパブリッシング、ISBN 4-533-06168-0）
- 萌えるダイエット（2006年、コアマガジン、ISBN 4-877-34899-9）
- アキバいちばんのバカ姉妹（2010年、発行：メディエイション、発売：廣済堂あかつき 出版事業部、ISBN 978-4-331-90045-1）

雑誌『E☆2』（発行：メディエイション 発売：ビオ・マガジン）にて『E☆2いちばんのバカ姉妹☆』のタイトルでVol.6 - 26まで連載されたイラスト漫画作品を収録したムック本。
- 聖痕のクェイサー第19話エンドカード（2010年）
- 恋の香り・こころ写して（2010年 煉瓦社）
- 大東京トイボックス（2014年 テレビ東京系、テレビドラマ）イラスト提供
- 下ネタという概念が存在しない退屈な世界 第1話エンドカード（2015年）